# 乌鲁阿苏
乌鲁阿苏是巴西戈亚斯州的一个市镇。总面积2141.776平方公里，总人口36.929人，人口密度15.5人/平方公里。